# ديانو دالبا
ديانو دالبا هي بلدية في مقاطعة كونية في منطقة بيمنتة الإيطالية تقع على بعد 50 كيلومتر (31 ميل) جنوب شرق تورينو و50 كيلومتر (31 ميل) شمال شرق مدينة كونية.

## المدن التوأم
- ديانو مارينا، إيطاليا منذ 2007
- نيول، فرنسا منذ 2007
- دوليجنا ديل كوليو، إيطاليا منذ 2007